# Valeri Yendovitski
Valeri Yúrievich Yendovitski (en ruso: Валерий Юрьевич Ендовицкий; Guelendzhik, 25 de abril de 2000) es un deportista ruso que compite en judo. Ganó dos medallas en el Campeonato Europeo de Judo, en los años 2023 y 2025, ambas en la categoría de +100 kg.

## Palmarés internacional
| Campeonato Europeo | Campeonato Europeo     | Campeonato Europeo | Campeonato Europeo |
| Año                | Lugar                  | Medalla            | Categoría          |
| ------------------ | ---------------------- | ------------------ | ------------------ |
| 2023               | Montpellier (Francia)  | Medalla de bronce  | +100 kg            |
| 2025               | Podgorica (Montenegro) | Medalla de plata   | +100 kg            |